# Мормонский батальон

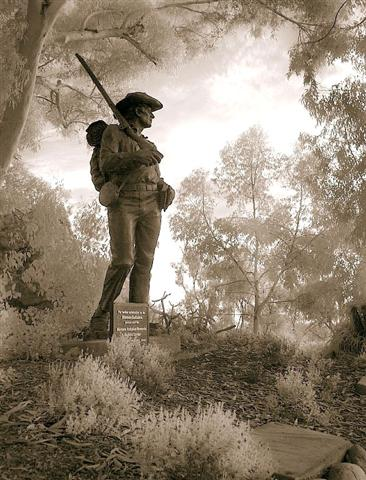
Памятник солдатам мормонского батальона в Сан-Диего

Мормонский батальон (англ. Mormon Battalion) — подразделение армии США, участвовавшее в американо-мексиканской войне (1846—1848). Батальон был сформирован президентом Церкви Иисуса Христа Святых последних дней Бригамом Янгом из 549 мормонов-добровольцев с территории Айова, записавшихся на военную службу в армии США сроком на один год. Командовать батальоном был назначен полковник Филип Джордж Кук.
Мормонский батальон выступил из города Каунсил-Блафс в Айове в июле 1846 года и направился через Санта-Фе в Сан-Диего, пройдя путь почти в 2000 миль. В пути многие участники похода заболели из-за обезвоживания, переутомления и нехватки провизии. Всех больных отправили в Пуэбло. Батальону не довелось поучаствовать ни в одном сражении — мормоны были близки к столкновению с мексиканцами в Тусоне, но те отступили и оставили город американцам.
29 января 1847 года батальон прибыл в Сан-Диего и в следующие пять месяцев до своего расформирования участвовал в занятии американскими силами южной Калифорнии. После завершения срока службы многие бывшие солдаты присоединились к Бригаму Янгу в мормонском походе в Юту, где ими был основан город Солт-Лейк-Сити.